# Mahmúd Abbász

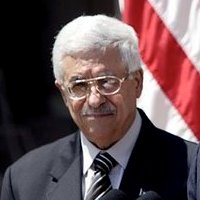
Mahmúd Abbász

Mahmúd Abbász (arabul محمود عباس), kunja nevén Abu Mázen  (Mázen apja) (ابو مازن) (Szafed, akkori palesztin mandátumterület, mai Izrael, 1935. november 15.) palesztin politikus, a Fatah vezetője. A Palesztin Autonómia Hatóság első vezetője 2003 márciusától októberig. Jasszer Arafat halála után, 2004. november 11. óta a Palesztinai Felszabadítási Szervezet (PFSZ) elnöke, 2005. január 15. óta a Palesztin Autonómia Hatóság elnöke.
A Damaszkuszi Egyetemen jogi tanulmányokat folytatott, 1950-es években Katarban köztisztviselőként dolgozott, majd magánvállalkozásba kezdett és vagyonos ember lett belőle. 1959-ben részt vett a Fatah mozgalom megalapításában, majd amikor az a Palesztinai Felszabadítási Szervezet vezető erejévé vált, a nemzetközi osztály vezetője lett. Jelentős szerepe volt az 1970-es években az izraeli békekapcsolatok felvételében. Az 1991-es madridi békekonferencián ő alakította ki a palesztin küldöttség tárgyalási stratégiáját.
Ő volt a Palesztin Autonómia (vagy másképpen mondva a Palesztin Nemzeti Hatóság) első vezetője 2003 márciusától októberig, viszont lemondott részben az Arafattal való hatalmi harc, részben pedig Izrael és az Amerikai Egyesült Államok támogatásának hiánya miatt. Mielőtt kinevezték, ő vezette a PFSZ Tárgyalási Osztályát. A nyugati világban mint befolyásos mérsékelt politikust tartják számon, akinek eltökélt célja a független Palesztin Állam kialakítása.
2012 februárjában a Fatah és a Hamász közösen őt jelölte ideiglenes kormányfőnek.
2016 szeptemberében kiderült, hogy Abbász egykor a KGB-nek dolgozhatott, még 1985-ben Damaszkuszban, a Mitrohin Archívumban feltárt dokumentum szerint, ahol "Krotov" ügynök néven szerepel. Palesztin tisztviselők azt válaszolták, hogy a szóban forgó időszakban a PFSZ együttműködött Moszkvával, és Abbász volt az összekötőjük a palesztin-szovjet barátsági alapítványnál.